# Зорька (бабочка)
Зорька, или аврора (лат. Anthocharis cardamines) — дневная бабочка из семейства белянок (Pieridae).
Видовой эпитет лат. cardamines связан c лат. Cardamine — сердечник, одно из кормовых растений гусениц.

## Описание
Размах крыльев 38-48 мм, а длина переднего крыла 17-23 (20—24) мм. Усики головчатые, серые, со светлой булавой. У самца голова и грудь покрыты желтовато-серыми волосками. Переднее крыло сверху с обширным ярко-оранжевым полем, занимающим всю его дистальную половину и не ограниченным изнутри чёрным; дискальное пятно мелкое, штриховидное, чёрное, не центрировано белым, лежит на оранжевом фоне. Вершина переднего крыла сверху чёрная, сплошная, снизу — белесоватая, с шелковистым отливом. Бахромка переднего крыла пёстрая, состоит из перемежающихся оранжевых и чёрных участков, по анальному краю белая. Бахромка заднего крыла белая, с тёмными штрихами у жилок. Заднее крыло сверху белое, нижняя сторона с неправильной формы серо-зелёными полями по белому фону.
У самки голова и грудь покрыты тёмно-серыми волосками. Рисунок крыльев, как у самца, переднее крыло без оранжевого поля; чёрное поле у вершины и дискальное пятно обширнее, чем у самца.
- Anthocharis cardamines ♂
- Anthocharis cardamines ♂  △
- Anthocharis cardamines  ♀
- Anthocharis cardamines ♀ △

## Ареал и местообитания
Внетропическая Евразия. Встречается по всей территории Восточной Европы. Обычный вид белянок в весеннее время. На север распространяется вплоть до побережья Баренцева моря на западе и Полярного Урала на востоке. Отсутствует в зоне пустынь на юго-востоке европейской части, а в подзоне сухих степей приурочен к поймам рек.
Бабочки предпочитают открытые лесные или граничащие с лесом, слегка сыроватые разнотравные участки: вырубки, опушки, поляны, просеки. Активно летающие самцы могут проникать довольно далеко на открытые пространства, такие как луга в поймах рек, обочины дорог; пересекать городские пустыри. Вид приурочен к мезофильным стациям с древесно-кустарниковой растительностью. Поднимается в горы до 2000 м над ур. м. На Кольском полуострове связан с антропогенными, луговыми биотопами. В Москве встречается в городских лесах, откуда проникает на сопредельные территории, в том числе и в жилые кварталы.

## Биология
Вид развивается в одном поколении за год. С черноморского побережья Кавказа известны находки вида в конце марта. В средней полосе время лёта длится с конца апреля до конца июня. В зоне лесотундры и тундры свежие самцы появляются в первой декаде июля.
Бабочки питаются на цветущих ивах (Salix) и цветах разнотравья.
После спаривания самка откладывает по 1, иногда 2—3 яйца на соцветия, реже на цветоножки и молодые стручки кормовых растений.Гусеница голубовато-зелёная, с мелкими черноватыми точками, тёмно-зелёной головой и беловатой спинной линией на 1 и 5 сегментах тела. Развивается на некоторых крестоцветных травах с конца мая по середину июля, питаясь лепестками или молодыми семенами в стручках. Окукливание в июле. Зимует куколка. Куколка гладкая, зелёная или светло-коричневая с белыми боковыми полосами.
Кормовые растения гусениц: чесночница черешковая (Alliaria officinalis), представители рода чесночница (Alliaria), в том числе чесночница черешковая (Alliaria petiolata), сурепка обыкновенная (Barbarea vulgaris), пастушья сумка (Capsella bursa-pastoris), представители рода сердечник (Cardamine), в том числе сердечник луговой (Cardamine pratensis), вайда красильная (Isatis tinctoria), линник однолетний (Lunaria annua), жерушник болотный (Rorippa islandica), представители рода гулявник (Sisymbrium), представители рода ярутка (Thlaspi), в том числе ярутка полевая (Thlaspi arvense), башенница гладкая (Turritis glabra).
- Яйцо
- Гусеница
- Куколка]

## Замечания по систематике
В Восточной Европе представлен номинативным евро-сибирским подвидом. Для Кавказа в ряде работ приводится западно-азиатский подвид Anthocharis cardamines phoenissa Kalchberg, 1894, который отличается округлыми и крупными белыми пятнами на исподе крыльев. Однако этот признак характерен и для многих бабочек из разных точек ареала, особенно в южных районах распространения. Некоторые особи, собранные в наиболее аридных частях Кавказа, обладают также другим заметным признаком: серой размытой внутренней границей оранжевого апикального поля, аналогичной у аридного вида Anthocharis gruneri. Однако и этот признак не является устойчивым — не все кавказские особи вида обладают таковым.

### Подвиды
- A. c. alexandra (Hemming, 1933) — распространение подвида — Алтай. Другие названия (синонимы) подвида A. c. orientalis Röber, 1907[4]
- A. c. cardamines (Linnaeus, 1758) — номинативный подвид. Распространён в Европе, умеренной зоне Азии, Китае и Японии.[4]
- A. c. hayashii Fujioka, 1970 — распространён на территории Японии[4]
- A. c. isshikii Matsumura, 1925 — распространён в Японии* A. c. kobayashii Matsumura, 1925 — распространён на Сахалине[4]
- A. c. koreana Matsumura, 1937 — живёт на Амуре и Уссури[4]
- A. c. meridionalis Verity, 1908 — распространён на Алтае, в Саянах и Забайкалье[4]
- A. c. phoenissa Kalchberg, 1894 — распространён на Копетдаге[4]
- A. c. progressa (Sovinsky, 1905) — широко распространён на Тянь-Шане, Гиссар-Дарвазе и на Дальнем Востоке. Другие названия подвида A. c. sajana Röber, 1907 и A. c. sibirica Haanshus, 1920[4]
- A. c. septentrionalis Wnukowsky, 1927 — распространён на Дальнем Востоке[4]

## Интересные факты
Были выпущены почтовые марки с изображением зорьки: в Албании в 1963 г.; в Болгарии в 1981 г.; в Венгрии в 1966 г.; в Джерси в 2006 г.; в Норвегии в 1993 г.; в Румынии в 1969, 1991 гг.; в Финляндии в 1986 г.; в Чехословакии в 1961 г.; в Швейцарии в 1951 г.

## Замечания по охране
Вид занесён в Красную книгу Москвы, хотя и относится к 3 категории редкости. Бабочка года в Германии в 2004 году.